# Léa Bouard
Léa Bouard (* 7. Juni 1996 in Weinheim) ist eine ehemalige deutsch-französische Freestyle-Skierin. Sie war auf die Buckelpisten-Disziplinen Moguls und Dual Moguls spezialisiert und nahm 2018 an den Olympischen Spielen von Pyeongchang teil.

## Karriere
Durch ihre deutsche Mutter und ihren französischen Vater hatte Léa Bouard die Möglichkeit, für zwei verschiedene Nationen zu starten. Ihr Bruder Adrien Bouard ist ebenfalls als Freestyle-Skier aktiv. Vor der Saison 2016/17 wechselte sie vom französischen Verband zum deutschen Verband. Sie erreichte bei den Freestyle-Skiing-Weltmeisterschaften 2017 auf der einfachen Buckelpiste den 14. Platz und in der Disziplin Dual Moguls den zehnten Platz.
2018 qualifizierte sich Bouard für die Olympischen Winterspiele 2018 in Pyeongchang, wo sie in der Disziplin Buckelpiste startete. Hierbei gelang ihr jedoch als 15. der Qualifikation nicht der Einzug ins olympische Finale.